# Harry Fandrey
Harry Fandrey (* 11. November 1922 in Rackow in Pommern; † 28. Juni 1987 in Weyhe) war ein deutscher Politiker (SPD) und Mitglied der Bremischen Bürgerschaft.

## Biografie
Fandrey führte von 1946 bis 1987 über 40 Jahre als Sekretär bzw. Geschäftsführer und Vorsitzender den um 1946 wieder gegründeten Reichsbund, Kreisverband Bremen.
Er wurde nach 1945 Mitglied der SPD. Von 1955 bis 1959 war er Mitglied der 4. Bremischen Bürgerschaft und dort Mitglied verschiedener Deputationen, u. a. für Soziales und für Arbeit.
Fandrey war auch ehrenamtlicher Beisitzer beim Sozialgericht, im Beirat des Ausschusses der Hauptfürsorgestelle und im Koordinierungsausschuss für Behinderte sowie Vorsitzender und Ehrenmitglied des Sportvereins SG Marßel. Der Reichsbund verlieh ihm ihr Ehrenschild in Bronze, Silber und Gold. 1985 wurde er mit dem Bundesverdienstkreuz am Bande ausgezeichnet.
Er war verheiratet und hatte Kinder.